# 行星状星云

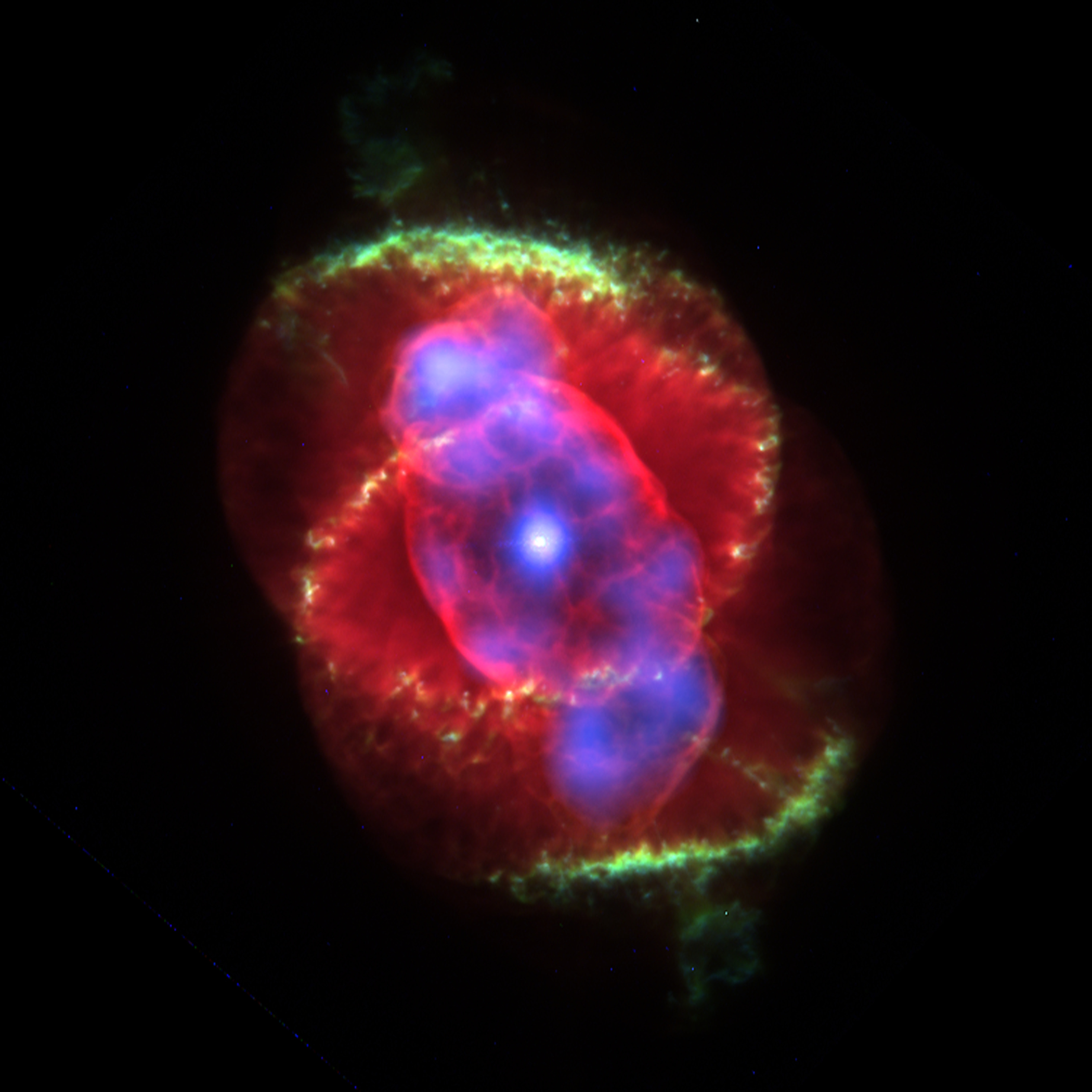
X射線/光學合成的貓眼星雲（NGC 6543）的影像。

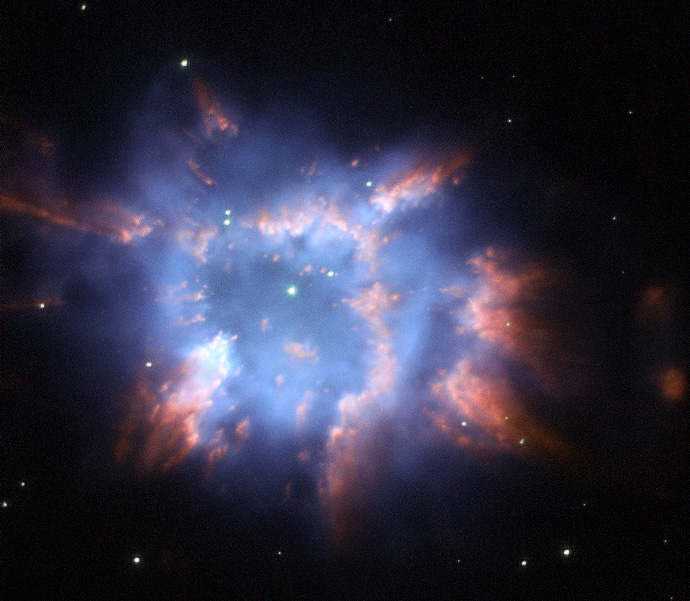
NGC 6326，有著一縷縷向外噴發炙熱氣體的行星狀星雲，中央有著一對雙星。

行星狀星雲是恆星演化至老年的紅巨星末期，氣體殼層向外膨脹並被電離，形成擴大中的發射星雲，經常以英文的縮寫「PN」或複數的「PNe」來表示。「行星狀星雲」這個名稱源自1780年代的天文學家威廉·赫歇爾，但並不是個適當的名字，只因為當他通過望遠鏡觀察時，這些天體呈現類似於行星的圓盤狀，但又是霧濛濛的雲氣。因此，他結合「行星」與「星雲」，創造了這個新名詞。赫歇爾的命名雖然不適當，但仍被普遍的採用，並未被替換。相較於恆星長達數十億年歲月的一生，行星狀星雲只能存在數萬年，只是很短暫的現象。
大多數行星狀星雲形成的機制被認為是這樣：在恆星結束生命的末期，也就是紅巨星的階段，恆星外層的氣體殼被強勁的恆星風吹送進太空。紅巨星在大部分的氣體被驅散後，來自高溫的行星狀星雲核心（PNN，planetary nebula nucleus）輻射的紫外線會將被驅散的恆星外層氣體電離。吸收紫外線的高能氣體殼層圍繞著中央的恆星發出朦朧的螢光，使其成為一個色彩鮮豔的行星狀星雲。
行星狀星雲在銀河系演化的化學上扮演關鍵性的角色，將恆星創造的元素擴散成為銀河系星際物質中的元素。在遙遠的星系內也觀察到行星狀星雲，收集它們的資訊有助於了解化學元素的豐度。
近年來，哈伯太空望遠鏡的影像顯示許多行星狀星雲有著極其複雜和各種各樣的形狀。大約只有五分之一呈現球形，而且其中大多數都不是球對稱。產生各種各樣形狀的功能和機制仍都不十分清楚，但是中央的聯星、恆星風和磁場都可能發揮作用。

## 觀測

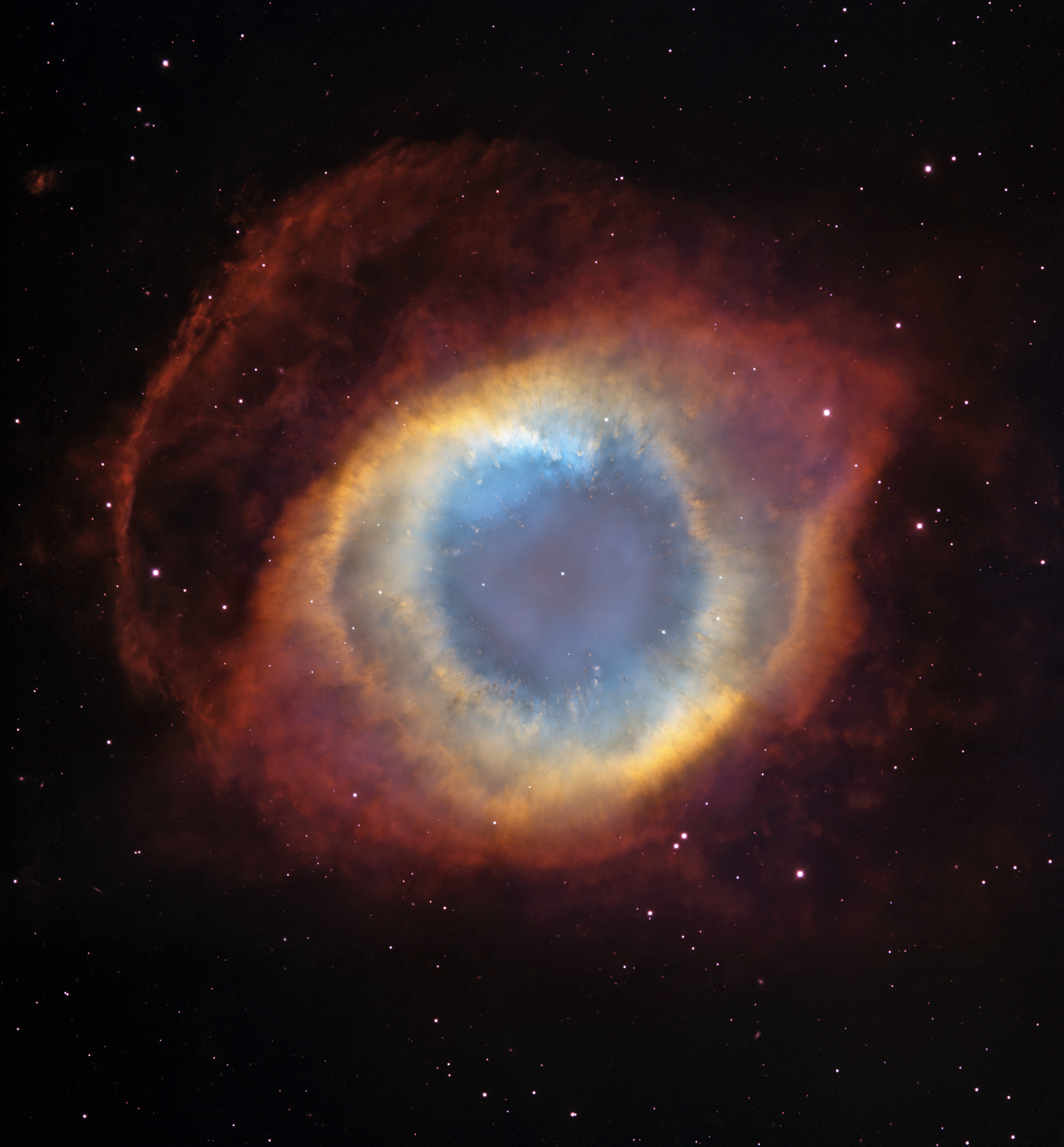
NGC 7293，螺旋星雲
圖像來源：NASA、ESA、和C.R. O'Dell（范德堡大學）

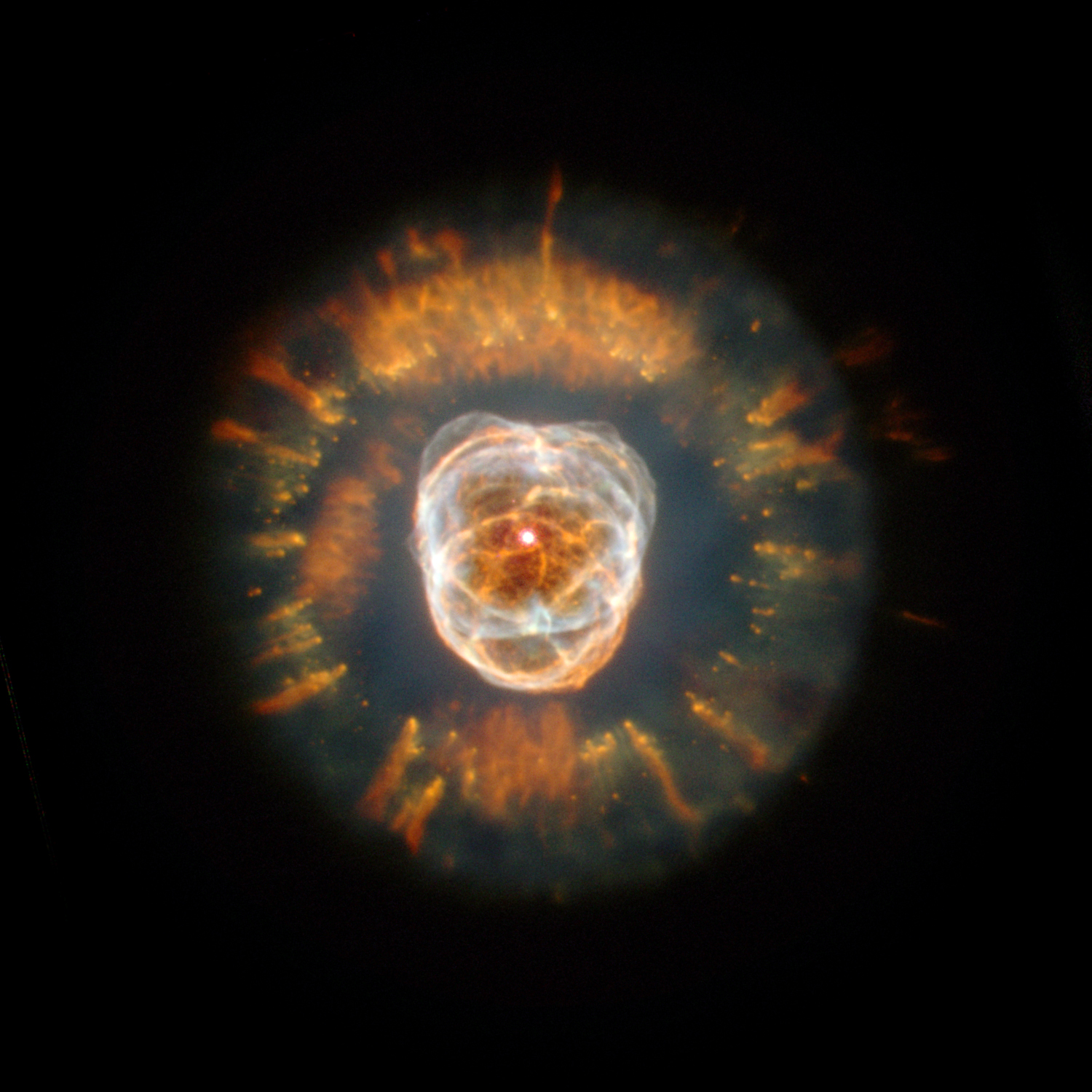
NGC 2392，愛斯基摩星雲
圖像來源：NASA、 ESA、Andrew Fruchter（STScI）、和ERO的團隊（STScI + ST-ECF）。

第一個被發現的行星狀星雲是在狐狸座的啞鈴星雲。它是梅西爾在1764年發現的，並且收錄為他的星表中的第27個天體：M27。對只有低解析度望遠鏡的早期觀測者，M27和後來發現的行星狀星雲看起來就像巨行星中的天王星。發現天王星的威廉·赫歇爾創造了「行星狀星雲」這個名詞來稱呼他們。起初，赫協爾認為這種天體是被可以冷凝成行星的物質包圍著的恆星，而不是現在所知，有證據顯示是死亡的恆星燒掉在軌道上的任何行星。
直到19世紀中葉，第一次觀察到行星狀星雲的光譜之前，我們對它的性質毫無所知。威廉·哈金斯是最早使用稜鏡分解光線，使用光譜研究天體的天文學家之一。在1864年8月29日，哈金斯成為第一位分解行星狀星雲貓眼星雲光譜的天文學家。他觀察的恆星顯示它們的光譜是有著許多暗線疊加的連續光譜。稍後，他發現許多星雲狀的天體，例如仙女座星雲（當時的認知），都有著十分相似的光譜。這些星雲後來都被證實是現在被稱為星系的恆星集團。
然而，當哈金斯看到貓眼星雲的光譜時，他發現這是非常不同的光譜。貓眼星雲和其它類似的天體只有幾條光譜線，取代疊加了吸收線的連續光譜。最亮的譜線波長是500.7奈米，但與已知的任何化學元素都不相符。起初，他假設這條譜線是來自一種未知的元素，並命名為nebulium。在1868年對太陽譜線的相似想法，導致氦元素的發現。
雖然在太陽光譜中發現的氦，很快地就在地球上被獨立發現，但nebulium始終未被發現。在20世紀初期，亨利·諾利斯·羅素提出500.7奈米譜線不是新元素發出來的，只是熟悉的元素在我們不熟悉的環境下發射出來的。
在20世紀的20年代，物理學家顯示在極端低密度的環境，電子可以在原子和離子中佔據亚稳态的能階維持激發態；但在高密度下，會因為撞擊很快地退激發，回到基態。氮和氧離子的電子在這些能階間的躍遷（O+，O2+，也就是OIII，和N+）都能發射出500.7奈米和其他波長的譜線。這些只能在低密度下看見的譜線，被稱為 禁線 。光譜的觀測因而證明行星狀星雲是極端稀薄的氣體組成。

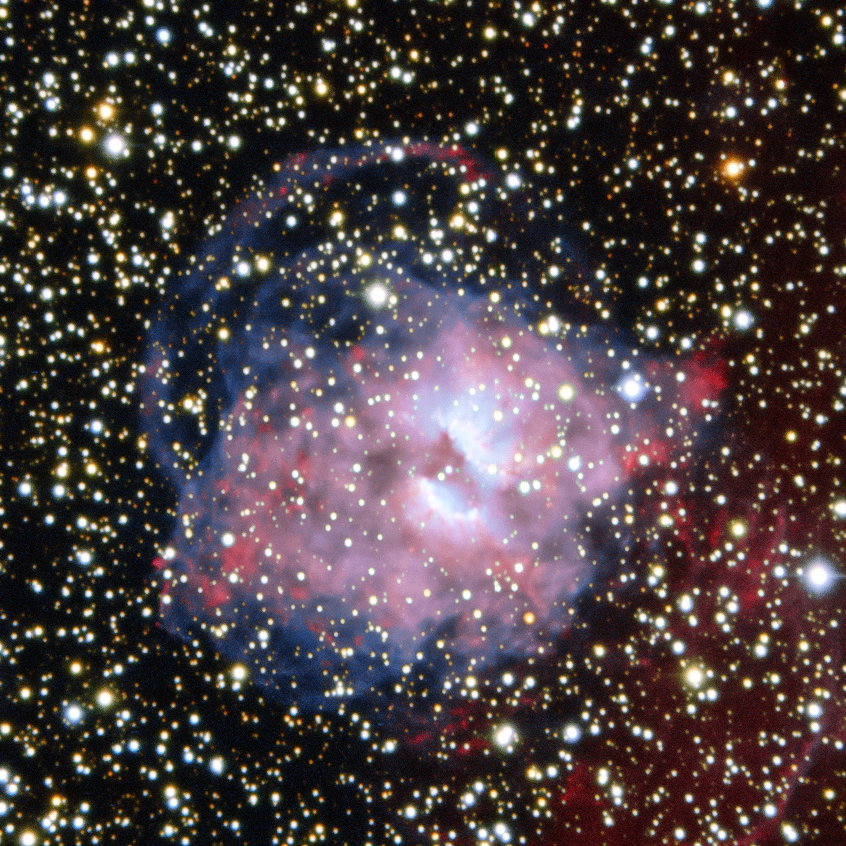
行星狀星雲NGC 3699有著明顯不規則的斑駁外觀和黑暗的裂隙。

行星狀星雲的中心恒星都非常熱。只有當一顆恆星幾乎耗盡其核心的燃料時，它會坍縮成如此小的尺度。行星狀星雲被認知為恆星演化的最後階段，而光譜的觀測顯示所有的行星狀星雲都在膨脹中。這導致行星狀星雲是一顆恆星在生命結束前，將它外層的氣體拋進太空中所形成的想法。
在20世紀後期，技術的改進，有助於對行星狀星雲進一步的研究。太空望遠鏡讓天文學家可以研究被大氣層遮蔽在外的電磁波與光波。使用紅外線和紫外線研究行星狀星雲，可以更準確地測量行星狀星雲的溫度、密度和元素豐度。電荷耦合元件技術讓科學家能觀察到過去不可能察覺到的暗弱譜線，並比以前更準確地測量。哈伯太空望遠鏡也顯示許多過去用地基望遠鏡觀測只有簡單和規則結構的行星狀星雲，在地球大氣層之上的高光學解析度下顯示了極為複雜的結構。
在摩根·凱納光譜分類下，行星狀星雲被列為P型，然而在實際中很少使用此種標示法。

## 起源

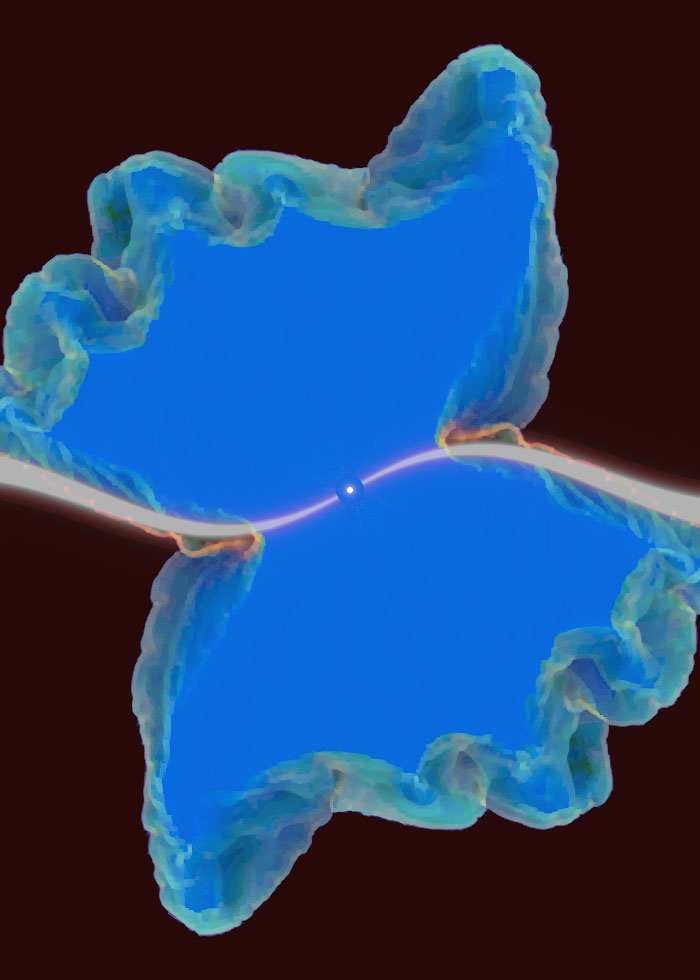
電腦模擬一個有著扭曲盤面的恆星如何形成行星狀星雲，顯示從一個小的不對稱開始導致複雜的結構。
圖片來源：Vincent Icke

大於8倍太陽質量（M⊙）的恆星會以超新星結束其生命，而質量介於0.08 M⊙至8.0 M⊙的中與低質量恆星只會以行星狀星雲結束其生命。形成行星狀星雲的祖恆星，在其一生的絕大部分時間都耗費在核心以大約1,500萬K的溫度將氫融合成氦。這種在核心進行的核融合反應產生向外的壓力，平衡了恆星引力向內要壓碎裂恆星的壓力。也就是說，所有中低質量的恆星在主序帶上的時間，都持續了數千萬年至數十億年。
當核心的氫來源減少時，重力會壓縮核心，導致溫度上升至大約1億K。如此高的核心溫度會使恆星外圍溫度較低的氣體殼層膨脹，創造出非常巨大的紅巨星。這個最後的階段雖然會使表面的溫度下降，但是因為恆星表面積的增加，反而造成恆星的亮度急遽地上升。在恆星演化的期間，正在經歷這種光度增加的恆星，就是所謂的漸近巨星分支星（AGB）。
若祖恆星的質量超過3M⊙，這些質量較大的恆星形成的漸近巨星分支星，它們的核心會繼續縮小。當溫度達到大約1億k，氦核會繼續融合生成碳和氧，使得恆星會繼續向外輻射能量，而暫時停止核心的收縮。新的氦燃燒階段（氦原子核融合）會在核心產生不斷增長的碳和氧的核心，在它們的外面被薄薄的氦燃燒殼層包圍著，再往外還有氫燃燒層。然而，這新的階段最多只能持續20,000年左右，相較於恆星整個生命期只是很短的一段時間。
無論是何種情節，向外發散的氣體是有增無減的進入太空，而當曝露的核心表面溫度達到或超過30,000K時，它會輻射出足夠多的紫外線光子使被拋出的大氣層電離，導致氣體發光成為一顆行星狀星雲。

## 壽命

項鍊星雲有一圈明亮的光環，測量得出它的直徑大約2光年，點綴著的明亮光點是高密度的氣體團塊，像是一條項鍊上的鑽石。這些結點是因為吸收來自中央恆星的紫外線而發光。

經過漸近巨星分支（AGB）階段之後，恆星演化開始短暫的行星狀星雲階段，氣體會以每秒數公里的速度被中央恆星吹離。中央恆星是前身為在AGB的階段失去了大部分質量的氫外殼之後，留下的電子簡併碳-氧核心殘骸。當氣體膨脹時，中央的恆星會經歷兩階段的演變。首先，它因為核心的繼續收縮以及核心周圍的氫殼層繼續進行核融合反應使溫度持續升高。然後，當氫殼的融合耗盡燃料和經由質量的損失，溫度會緩慢的降低。在第二個階段，當中央恆星的質量不足以維持氦融合成碳-氧所需要的溫度時，核融合會終止，使得能量不再往外輻射。在第一階段，中央恆星保持恆定的光度，同時它變得更熱，最終表面的溫度可以達到約100,000K。在第二階段，它持續的冷卻，以致不足以產生足夠的紫外線輻射，讓日漸遠離的氣體繼續因被電離而發光。這顆恆星演化成為白矮星，而膨脹的氣體變成我們看不見的雲氣，結束了行星狀星雲的階段。對一個典型的行星狀星雲而言，從它的形成到再回復成為恆星的期間大約是10,000年。

## 使星系富集的角色
行星狀星雲在星系演化中可能扮演著非常重要的角色。新誕生的恆星幾乎完全是由氫和氦組成。但是，隨著恆星經歷漸近巨星分支的階段，它們通過核融合創造的重元素會被強勁的恆星風驅散。行星狀星雲通常擁有較大比率的重元素，例如碳、氮和氧，這些都會經由強大的恆星風回歸至星際物質中。換言之，行星狀星雲大大的豐富了銀河系和星雲的重元素 －天文學家將比氦重的元素通通稱為金屬，並以金屬豐度參數Z表示。
從這些殘骸的雲氣中誕生的下一代恆星，也傾向有較高豐度的重元素。雖然這些重元素在恆星中的含量都是相對的少數，但它們標記了核融合反應對恆星演化的影響。在宇宙早期形成的恆星，在理論上只有非常微量的重元素，著名的例子就是貧金屬的第二星族恆星（參見星族）。恆星的金屬豐度可以由光譜學來確認。

## 性質

### 物理性質

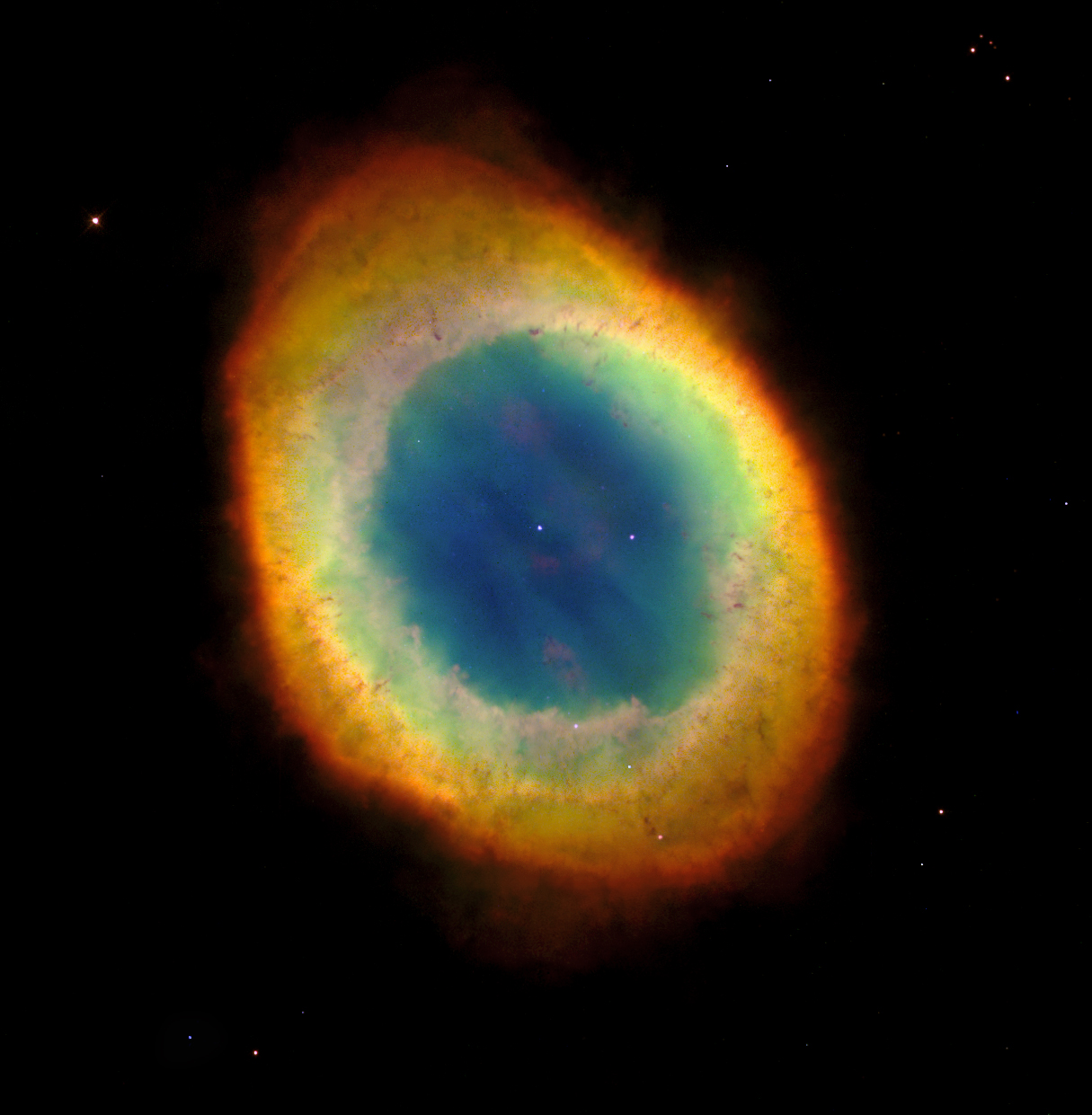
NGC 6720，環狀星雲
影像來源：STScI/AURA

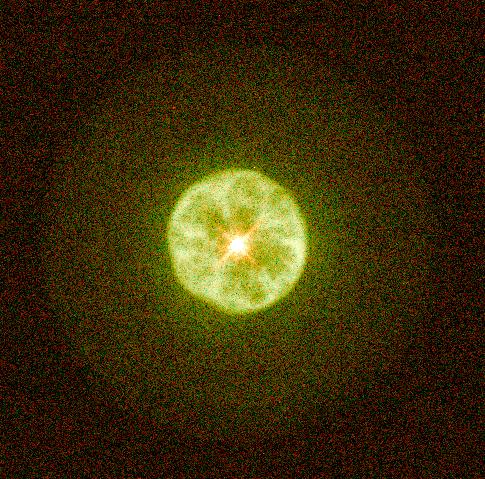
檸檬片星雲（IC 3568）。

一個典型行星狀星雲的直徑大約是1光年，並且氣體極端的稀薄，密度一般從每cm3100顆到10,000顆的顆粒（相較之下，地球大氣層每cm3包含2.5×1019顆。）。最年輕的行星狀星雲有著最高的密度，有時可以高達每cm3106顆。隨著星雲年齡的增長，它們的膨脹會造成密度降低。行星狀星雲的質量範圍從0.1至1.0太陽質量。
來自中心恆星的輻射可以將氣體加熱至大約10,000K。中心區域的溫度通常遠遠高於周邊，可以達到16,000－25,000K。鄰近中心恆星附近的區域通常充滿非常熱的氣體（星冕），溫度大約1,000,000K。這些氣體的來源是在中心恆星表面形成的高速恆星風。
星雲的邊界可以用物質邊界或輻射邊界來界定。前者的狀況：星雲沒有足夠的物質吸收來自中央恆星輻射的所有紫外線光子，並且星雲可見的部分完全被電離。後者的情況：來自中心恆星輻射出的紫外線光子，不足以使周圍所有的氣體電離，向外傳播的電離區前緣進入包圍在外面中性原子的星周包層。

### 數量和分布
在銀河系約2,000億顆恆星中，目前已知的行星狀星雲大約是3,000顆。它們是如此的稀少，只因為相較於恆星的一生只佔有很短的時期。它們大多是在接近銀河平面的附近被發現，而且在靠近銀心處最為密集。

### 型態
行星狀星雲的種類繁多，有許多不同的形狀，與一些非常複雜的形式，大約只有20%是球對稱（例如，參見阿貝爾39）。不同的作者對行星狀星雲會有不同的分類：恆星、盤、環、不規則、螺旋、雙極、四極，和其它的類型；然而，其中大多數只屬於下列三種類型：球形、橢圓和雙極性。雙極星雲都集中在銀河平面，很可能其祖恆星是相對年輕的大質量恆星；在核球的雙極星雲傾向於喜歡將其軌道軸平行於銀河平面。在另一方面，球形的星雲可能是由像太陽這樣的恆星，在老年時形成的。
星雲有著各種各樣的形狀，絕大部分是投影的效果 －以不同的角度觀看同一個星雲，會呈現不同的形狀。然而，絕大多數的物理原因尚不完全清楚。如果中央的恆星是聯星，與伴星之間的引力交互作用可能是原因之一。另一種可能性是當星雲形成時，行星擾亂了物質離開恆星的物質流。已經確認質量越大的恆星，產生的星雲越不規則。在2005年1月，天文學家宣布在兩個行星狀星雲的中心恆星檢測到磁場，並且假設這些磁場要為全部或部分的形狀負責。

## 星團中的成員

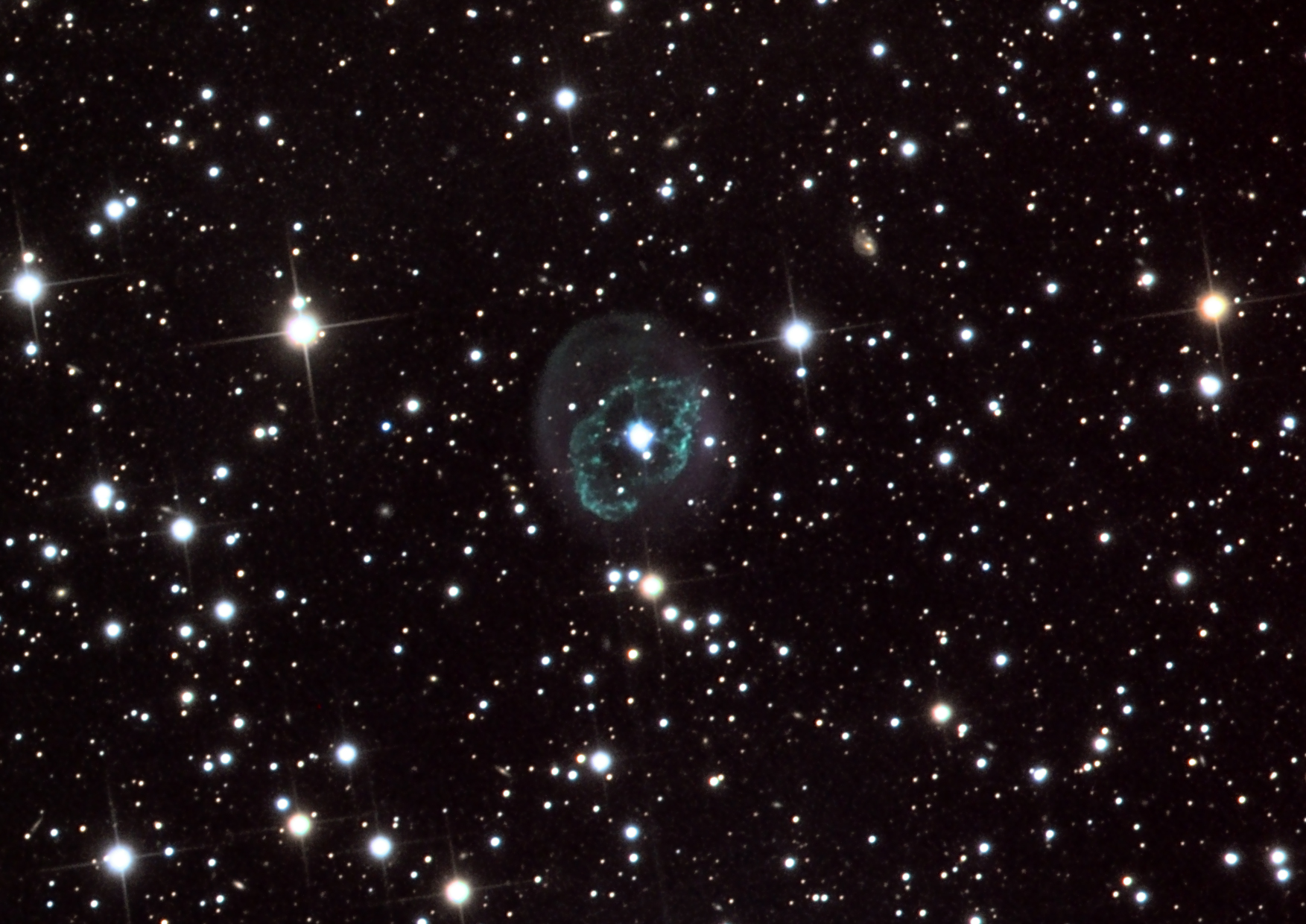
使用亞利桑那州萊檬山24英吋望遠鏡拍攝的阿貝爾78。圖片由Joseph D. Schulman提供。

目前已經在銀河的四個球狀星團：M15、M22、NGC 6441、帕羅馬6內檢出行星狀星雲的成員。證據也指出在M31的球狀星團中也潛在著未發現的行星狀星雲。然而，目前只有一個在疏散星團中發現行星狀星雲的例子，而且是不同的研究人員各自獨立確認的。這個案例的行星狀星雲是疏散星團安德魯斯琳賽1的PHR 1315-6555。事實上，經由星團的成員估計出PHR 1315 6555最精確的距離（也就是距離上的誤差只有4%）。在M46的NGC 2818和NGC 2348的案例中，行星狀星雲和星團的速度不能匹配，顯示它們只是在視線方向上的巧合。潛在的可能有PN的星團還有阿貝爾8與比卡6，和He 2-86與NGC 4463。
理論模型預測行星狀星雲是由1－8太陽質量的主序星演化後形成的，這提升了祖恆星的年齡必須大於4,000萬年以上。雖然，有幾百個已知的疏散星團年齡合於這個範圍，但有各種原因限制找到任何一個行星狀星雲的機會。其中一個原因是，大質量恆星的行星狀星雲階段大約只有幾千年，這在宇宙的時間中只是一眨眼之間。另外，部分原因是它們的總質量太小，使得疏散集團的凝聚力較差，傾向於在相對較短的時間就潰散，通常是從1億至6億年之間。

## 行星狀星雲研究的當前問題

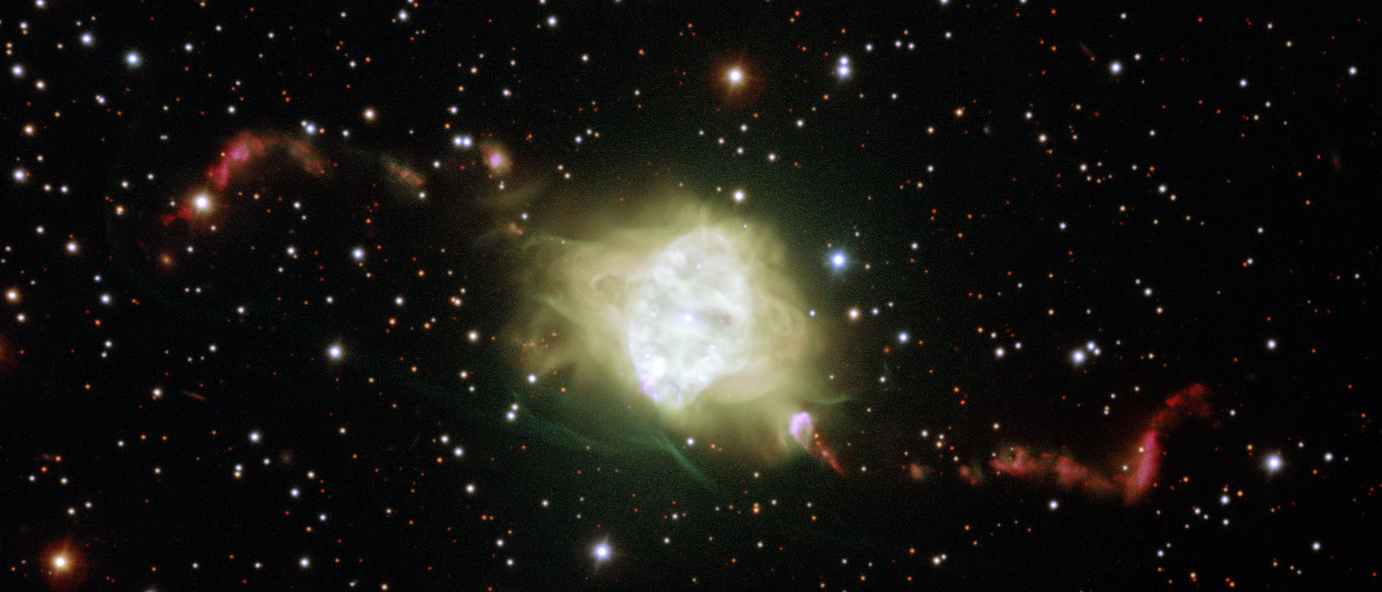
一對成熟的恆星造成形狀奇特且壯觀的行星狀星雲。

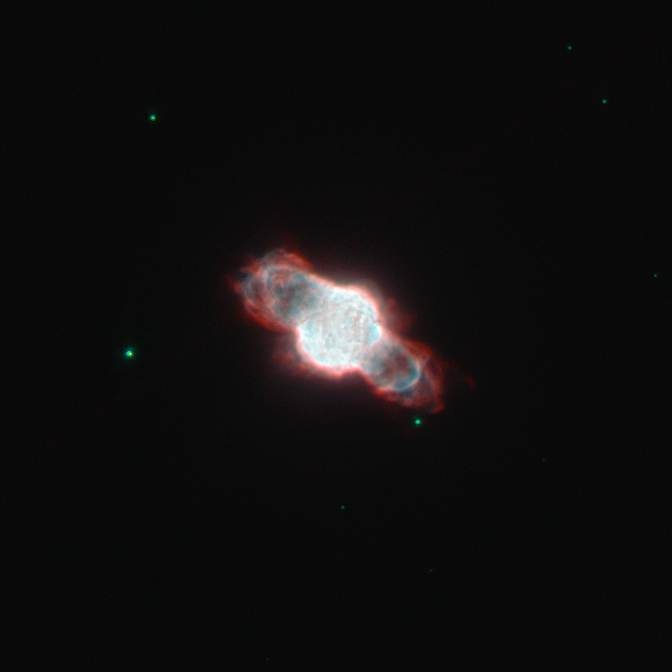
極小的行星狀星雲NGC 6886。

行星狀星雲的距離通常很難測量。距離較近的行星狀星雲，可以經由測量其膨脹速度，來測量出它的距離。採取相隔數年的高解析觀測，可以顯示星雲在垂直視線方向上的擴展，而觀測光譜的都卜勒頻移可以得知在視線方向上的速度。比較膨脹的角度和擴張的速度，就可以揭露到星雲的距離。
問題是如何產生種類繁多且形狀各異的行星狀星雲，這還是個有爭議性的話題。理論上，以不同速度離開恆星的物質，彼此之間的交互作用是可以產生觀測到的各種形狀。然而，有些天文學家假設外觀更複雜、更極端的行星狀星雲應該是靠近的聯星造成的。有幾個呈現出強大的磁場，它們和電離氣體的交互作用可以解釋一些行星狀星雲的形狀。
測量星雲中的金屬豐度有兩種主要的方法，都是依靠複合線和碰撞所激發的譜線。但是，這兩種方法的結果有時會出現很大的歧異。這或許可以用行星狀星雲內部都存在著一些溫度擾動來解釋；但有些太大的差異就無法用溫度來解釋。有些假設存在著非常小的氫冷凝結點，來解釋觀測到存在的現象。然而，迄今尚未觀察到這種結點。

## 引文來源
- Aller, Lawrence H.; Hyung, Siek, , Kwok, Sun; Dopita, Michael; Sutherland, Ralph  (编), , International Astronomical Union Symposium 209, Canberra, Australia: Astronomical Society of the Pacific: 15, 2003, Bibcode:2003IAUS..209...15A
- Allison, Mark, , Birkhäuser: 56–8, 2006, ISBN 978-1-84628-190-7
- Bowen, I. S., , Publications of the Astronomical Society of the Pacific, October 1927, 39: 295–7, Bibcode:1927PASP...39..295B, doi:10.1086/123745
- Frankowski, Adam; Soker, Noam, , New Astronomy, November 2009, 14 (8): 654–8, Bibcode:2009NewA...14..654F, arXiv:0903.3364 , doi:10.1016/j.newast.2009.03.006, A planetary nebula (PN) is an expanding ionized circumstellar cloud that was ejected during the asymptotic giant branch (AGB) phase of the stellar progenitor.
- Frew, David J.; Parker, Quentin A., , Publications of the Astronomical Society of Australia, May 2010, 27 (2): 129–148, Bibcode:2010PASA...27..129F, arXiv:1002.1525 , doi:10.1071/AS09040
- Gurzadyan, Grigor A., , Springer, 1997, ISBN 978-3-540-60965-0
- Harpaz, Amos, , A K Peters, Ltd., 1994, ISBN 978-1-56881-012-6
- Hora, Joseph L.; Latter, William B.; Allen, Lori E.; Marengo, Massimo; Deutsch, Lynne K.; Pipher, Judith L., , Astrophysical Journal Supplement Series, September 2004, 154 (1): 296–301, Bibcode:2004ApJS..154..296H, doi:10.1086/422820
- , Hubblesite.org, December 17, 1997  [2008-08-09], （原始内容存档于2010-04-01）
- Huggins, W.; Miller, W. A., , Philosophical Transactions of the Royal Society of London, 1864, 154: 437–44, Bibcode:1864RSPT..154..437H, doi:10.1098/rstl.1864.0013
- Jacoby, George. H.; Ferland, Gary. J.; Korista, Kirk T., , The Astrophysical Journal, 2001, 560 (1): 272–86, Bibcode:2001ApJ...560..272J, doi:10.1086/322489
- Jordan, S.; Werner, K.; O'Toole, S. J., , Astronomy & Astrophysics, March 2005, 432 (1): 273–9, Bibcode:2005A&A...432..273J, arXiv:astro-ph/0501040 , doi:10.1051/0004-6361:20041993
- Kiss, L. L.; Szabó, Gy. M.; Balog, Z.; Parker, Q. A.; Frew, D. J., , Monthly Notices of the Royal Astronomical Society, November 2008, 391 (1): 399–404, Bibcode:2008MNRAS.391..399K, arXiv:0809.0327 , doi:10.1111/j.1365-2966.2008.13899.x
- Krause, Arthur, , Oliver and Boyd: 187, 1961
- Kwok, Sun, , Cambridge University Press, 2000, ISBN 0-521-62313-8 (Chapter 1 can be downloaded here.)
- Kwok, Sun, , Journal of the Korean Astronomical Society, June 2005, 38 (2): 271–8, Bibcode:2005JKAS...38..271K, doi:10.5303/JKAS.2005.38.2.271
- Kwok, Sun; Su, Kate Y. L., , The Astrophysical Journal, December 2005, 635 (1): L49–52, Bibcode:2005ApJ...635L..49K, doi:10.1086/499332, We report the discovery of multiple two-dimensional rings in the quadrupolar planetary nebula NGC 6881. As many as four pairs of rings are seen in the bipolar lobes, and three rings are seen in the central torus. While the rings in the lobes have the same axis as one pair of the bipolar lobes, the inner rings are aligned with the other pair. The two pairs of bipolar lobes are likely to be carved out by two separate high-velocity outflows from the circumstellar material left over from the asymptotic giant branch (AGB) wind. The two-dimensional rings could be the results of dynamical instabilities or the consequence of a fast outflow interacting with remnants of discrete AGB circumstellar shells.
- Kwok, Sun; Koning, Nico; Huang, Hsiu-Hui; Churchwell, Edward, Barlow, M. J.; Méndez, R. H. , 编, , Proceedings of the International Astronomical Union, Symposium #234, Planetary Nebulae in our Galaxy and Beyond (Cambridge: Cambridge University Press), 2006, 2 (S234): 445–6, Bibcode:2006IAUS..234..445K, doi:10.1017/S1743921306003668, Planetary nebulae (PNs) have high dust content and radiate strongly in the infrared. For young PNs, the dust component accounts for ∼1/3 of the total energy output of the nebulae (Zhang & Kwok 1991). The typical color temperatures of PNs are between 100 and 200 K, and at λ >5 μm, dust begins to dominate over bound-free emission from the ionized component. Although PNs are traditionally discovered through examination of photographic plates or Hα surveys, PNs can also be identified in infrared surveys by searching for red objects with a rising spectrum between 4–10 μm.
- Liu, X.-W.; Storey, P. J.; Barlow, M. J.; Danziger, I. J.; Cohen, M.; Bryce, M., , Monthly Notices of the Royal Astronomical Society, March 2000, 312 (3): 585–628, Bibcode:2000MNRAS.312..585L, doi:10.1046/j.1365-8711.2000.03167.x
- Maciel, W. J.; Costa, R. D. D.; Idiart, T. E. P., , Revista Mexicana de Astronomía y Astrofísica, October 2009, 45: 127–37, Bibcode:2009RMxAA..45..127M, arXiv:0904.2549 , These objects are produced by low and intermediate mass stars, with main sequence masses roughly between 0.8 and 8 M⊙, and present a reasonably large age and metallicity spread.
- Majaess, D. J.; Turner, D.; Lane, D., , Publications of the Astronomical Society of the Pacific, December 2007, 119 (862): 1349–60, Bibcode:2007PASP..119.1349M, arXiv:0710.2900 , doi:10.1086/524414
- Marochnik, L.S.; Shukurov, Anwar; Yastrzhembsky, Igor, , , Taylor & Francis: 6–10, 1996, ISBN 978-2-88124-931-0
- Mermilliod, J.-C.; Clariá, J. J.; Andersen, J.; Piatti, A. E.; Mayor, M., , Astronomy and Astrophysics, August 2001, 375 (1): 30–9, Bibcode:2001A&A...375...30M, doi:10.1051/0004-6361:20010845
- Miszalski, B.; Jones, D.; Rodríguez-Gil, P.; Boffin, H. M. J.; Corradi, R. L. M.; Santander-García, M., , Astronomy and Astrophysics, 2011, 531: A158, Bibcode:2011A&A...531A.158M, arXiv:1105.5731 , doi:10.1051/0004-6361/201117084
- Moore, S. L., , Journal of the British Astronomical Association, October 2007, 117 (5): 279–80, Bibcode:2007JBAA..117R.279M
- Morris, M., , Mennessier, M.O.; Omont, Alain  (编), , Montpellier, France, September 4–7, 1989 IAP astrophysics meeting: Atlantica Séguier Frontières: 526–30, 1990, ISBN 978-2-86332-077-8
- Osterbrock, Donald E.; Ferland, G. J., Ferland, G. J. , 编, , University Science Books, 2005, ISBN 978-1-891389-34-4
- Parker, Quentin A.; Acker, A.; Frew, D. J.; Hartley, M.; Peyaud, A. E. J.; Ochsenbein, F.; Phillipps, S.; Russeil, D.; Beaulieu, S. F.; Cohen, M.; Köppen, J.; Miszalski, B.; Morgan, D. H.; Morris, R. A. H.; Pierce, M. J.; Vaughan, A. E., , Monthly Notices of the Royal Astronomical Society, November 2006, 373 (1): 79–94, Bibcode:2006MNRAS.373...79P, doi:10.1111/j.1365-2966.2006.10950.x
- Parker, Quentin A.; Frew, David J.; Miszalski, B.; Kovacevic, Anna V.; Frinchaboy, Peter.; Dobbie, Paul D.; Köppen, J., , Monthly Notices of the Royal Astronomical Society, May 2011, 413 (3): 1835–1844, Bibcode:2011MNRAS.413.1835P, arXiv:1101.3814 , doi:10.1111/j.1365-2966.2011.18259.x
- Reed, Darren S.; Balick, Bruce; Hajian, Arsen R.; Klayton, Tracy L.; Giovanardi, Stefano; Casertano, Stefano; Panagia, Nino; Terzian, Yervant, , Astronomical Journal, November 1999, 118 (5): 2430–41, Bibcode:1999AJ....118.2430R, arXiv:astro-ph/9907313 , doi:10.1086/301091
- Soker, Noam, , Monthly Notices of the Royal Astronomical Society, February 2002, 330 (2): 481–6, Bibcode:2002MNRAS.330..481S, arXiv:astro-ph/0107554 , doi:10.1046/j.1365-8711.2002.05105.x
- , SpaceDaily Express, January 6, 2005  [October 18, 2009], （原始内容存档于2009-06-18）, Source: Journal Astronomy & Astrophysics
- Rees, B.; Zijlstra, A.A., , Monthly Notices of the Royal Astronomical Society, July 2013, 435 (2): 975–991, Bibcode:2013MNRAS.435..975R, arXiv:1307.5711 , doi:10.1093/mnras/stt1300
- , SEDS, September 9, 2013  [2013-11-10], （原始内容存档于2013-11-10）

## 進階讀物
- Iliadis, Christian, , Wiley-VCH: 18, 439–42, 2007, ISBN 978-3-527-40602-9
- Renzini, A., S. Torres-Peimbert , 编, , Proceedings of the 131st symposium of the IAU, 1987, 131: 391–400, Bibcode:1989IAUS..131..391R

## 外部連結
- Entry in the Encyclopedia of Astrobiology, Astronomy, and Spaceflight （页面存档备份，存于）
- Press release on recent observations of the Cat's Eye Nebula （页面存档备份，存于）
- Planetary Nebulae （页面存档备份，存于）, SEDS Messier Pages
- The first detection of magnetic fields in the central stars of four planetary nebulae （页面存档备份，存于）
- Planetary Nebulae—Information and amateur observations （页面存档备份，存于）
- Planetary nebula on arxiv.org （页面存档备份，存于）